# Песоченская волость
Песо́ченская волость — административно-территориальная единица в составе Жиздринского уезда Калужской губернии (с 1922 — Бежицкого уезда Брянской губернии).
Административный центр — село Песоченский завод (впоследствии Песочня, ныне город Киров).

## История
Волость образована в ходе реформы 1861 года.
Изначально в состав волости входили три населённых пункта: деревня Жилино, село Песоченский завод и сельцо Покровское.
Население волости составляло в 1880 году — 6006, в 1896 — 6430, в 1913 — 6939, в 1920 — 1794 человек.
В 1920 году она вместе со всем Жиздринским уездом вошла в состав Брянской губернии, а 9 мая 1922 года была передана в Бежицкий уезд той же губернии.
28 марта 1923 года из прежней Песоченской и Мамоновской волостей была образована Песоченская укрупненная волость, в которую вошли 74 населенных пункта с 34 861 жителем. 26 ноября того же года в состав Песоченской включена также Лосинская волость.
В итоге к 1926 году на территории укрупнённой волости находилось 123 селения, её площадь увеличилась до 911 км², а население составило 38 698 человек.
По состоянию на 1 января 1928 года, Песоченская волость включала в себя следующие сельсоветы: Бакеевский, Барсуковский, Бережковский, Ближненатаровский, Верзебневский, Верхнепесоченский, Воскресенский, Выползовский, Дубровский, Колчинский, Лосинский, Малопесоченский, Малосавкинский, Манинский, Соломоновский, Тягаевский, Чужбиновский.
В 1929 году, с введением районного деления, волость была упразднена, а на её территориальной основе сформирован Песоченский район Брянского округа Западной области (ныне Кировский район Калужской области).